# Discophallus ascension
Discophallus ascension är en insektsart som beskrevs av Andrej Vasiljevitj Gorochov 2009. Discophallus ascension ingår i släktet Discophallus och familjen Mogoplistidae. Inga underarter finns listade i Catalogue of Life.